# 偶然對消
偶然對消或異常對消（Anomalous cancellation）是指算術上不正確的處理，但其結果恰好是正確的。例如在化簡分數時直接將分子和分母各位數中相同的數字刪除，這不是正確的約分方法，大部份情形下得到的答案是錯的，但偶爾這樣的運算會出現正確的結果。 
以下是一些偶然對消的例子，十進制下分子及分母都是二位數，分子及分母不相等，且皆非11的倍數，可以偶然對消的分數只有以下這些以及其倒數：
{\displaystyle {\frac {64}{16}}={\frac {\not 64}{1\not 6}}={\frac {4}{1}}=4}
{\displaystyle {\frac {26}{65}}={\frac {2\not 6}{\not 65}}={\frac {2}{5}}}
{\displaystyle {\frac {19}{95}}={\frac {1\not 9}{\not 95}}={\frac {1}{5}}}
{\displaystyle {\frac {98}{49}}={\frac {\not 98}{4\not 9}}={\frac {8}{4}}=2}
博厄斯（Ralph P. Boas, Jr）分析了其他進制下的偶然對消，例如4進制下，分子及分母不相等的二位數分數，偶然對消的例子只有32/13 = 2/1及其倒數。
二位以上的分數也會有偶然對消，例如165/462 = 15/42。

## 基本性质
若采用以素数{\displaystyle p}进位的数位表示法（也即p-进制数），则这种对消没有分子分母在两位数及以下的解。证明如下：反证假设存在这样的对消，不失一般性的，设这样的对消满足以下等式：
{\displaystyle {\frac {a||b}{c||a}}={\frac {b}{c}}}
其中用双竖线表示两个数在数位上的拼接。这可以推出
{\displaystyle {\frac {ap+b}{cp+a}}={\frac {b}{c}}\implies (a-b)cp=b(a-c)}
注意到 {\displaystyle a,b,c}都应该是{\displaystyle p}-进制下的一位整数，故必然有{\displaystyle p|b(a-c)}。而由{\displaystyle b}无法为0（否则对消后将原先非零的数变成了0），故唯一解满足{\displaystyle a=c}，同时这也将导出{\displaystyle a=b}。该情况下化简成立，但并非化到最简的情形。